# Apo (ö)
Apo är en 12 hektar stor vulkanö, 7 km utanför ön Negros sydöstra spets och 30 km söder om Negros Orientals huvudstad Dumaguete City i Filippinerna.
Kring ön ligger Apos korallrev. En del av detta är ett marint naturreservat, som skyddas av National Integrated Protected Area Act (NIPA) och ligger under Protected Area Management Board (PAMB). Detta har blivit en populär dykplats för turister. Det finns två semesteranläggningar på Apo Island, båda har ett eget dykcenter: Apo Island Beach Resort och Liberty's Lodge. Här finns också en skogvaktarstation och en fyr.
Ön ligger administrativt under kommunen Dauin och är en av kommunens 23 barangayer. Enligt 2010 års folkräkning hade ön en befolkning på 918 invånare.

## Geografi och klimat
Apo ligger utanför sydostspetsen av ön Negros, 7 kilometer från staden Zamboanguita och 25 km söder om Negros Orientals huvudstad Dumaguete City. Ön sträcker sig cirka 1,5 km från norr till söder och 1 km från öster till väster. Den total landarealen är 12 hektar och ön når en högsta höjd om 120 meter.
Ön kan nås med en 30 minuters båtresa från byn Malatapay, Zamboanguita, Negros Oriental.